# Holler (Berg)
Holler ist ein Gemeindeteil der Gemeinde Berg im Landkreis Hof (Oberfranken, Bayern).

## Geographie
Die Einöde liegt am kanalisierten Zottelbach nördlich von Berg und Hadermannsgrün im nach Norden abfallenden Gelände. Östlich befindet sich der Gemeindeteil Geiersberg in der kupierten Flur der Nordabdachung des Frankenwaldes.